# Sui Jianguo

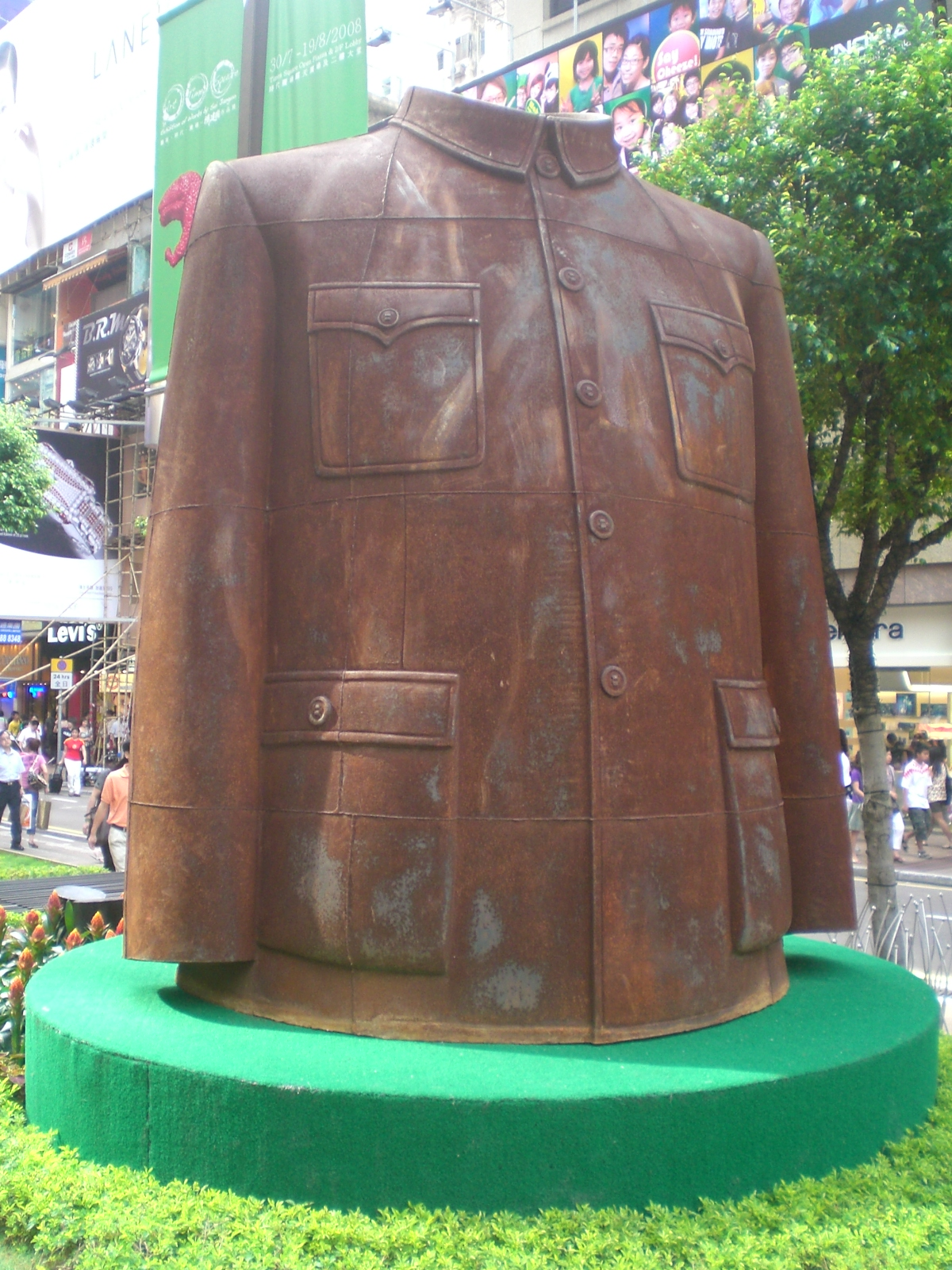
Mao-Anzug-Skulptur auf dem Time-Square in Hongkong

Sui Jianguo (chin. 隋建國 auch Sui JianGuo, * 1956 in Qingdao, China) ist ein chinesischer Künstler und Professor für Bildhauerei an der China Central Academy of Fine Arts in Peking.

## Leben
Sui ist das Kind einer armen Arbeiterfamilie. In seiner Heimatstadt Qingdao lernte er zuerst traditionelle chinesische Kunst, bevor er sich auch mit westlicher Kunst beschäftigte. In den 1980er Jahren schloss er das Shandong Art College ab und ging nach Peking, wo er die Central Academy of Fine Arts in Beijing mit einem Master-Titel abschloss. Anschließend wurde er als wissenschaftlicher Mitarbeiter in der Abteilung für Bildhauerei übernommen und mietete sich in der chinesischen Hauptstadt auch ein eigenes Atelier. Erste Vorträge als Gastprofessor führten ihn auch in das Ausland nach Australien und Frankreich. Inzwischen ist er ordentlicher Professor für Bildhauerei an der Central Academy of Fine Arts.

## Künstlerisches Wirken
Neben Bildhauerei arbeitet Sui auch mit den Mitteln der Videokunst, Installationskunst und der Performance. Bekannt wurde Sui im Westen vor allem mit seinen oft stark farbigen Skulpturen, die meist einen starken Bezug zur chinesischen Geschichte haben und die Ambivalenz zwischen Sozialismus und kapitalistischer moderne Chinas widerspiegeln sollen. So goss er den klassischen Mao-Anzug in Eisen und Bronze und ließ ihn rosten oder bemalte ihn in grellen Farben. Viel diskutiert wurden auch die überdimensionalen roten Spielzeugdinosaurier mit der Aufschrift „Made in China“.

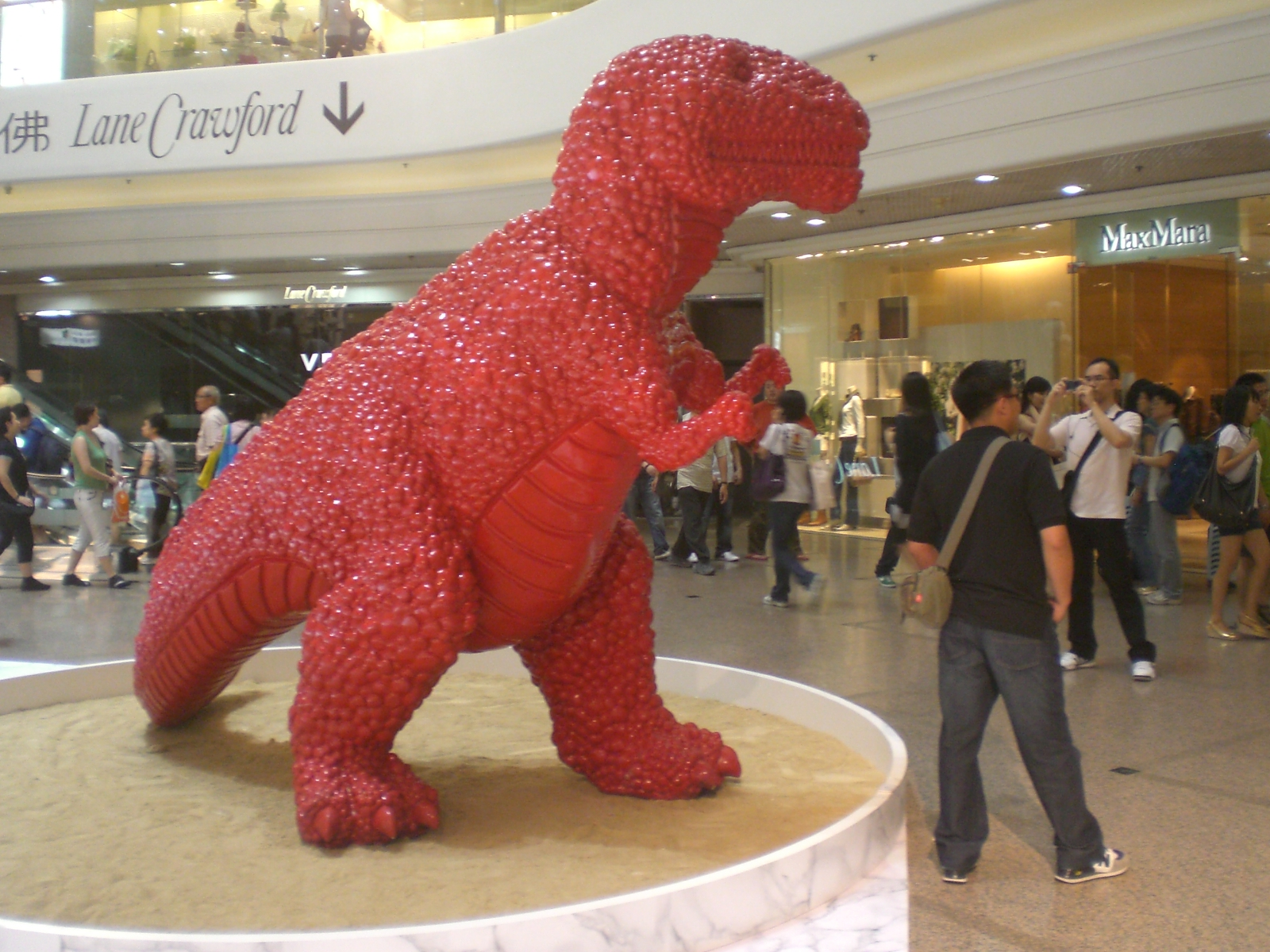
Rote Spielzeugdinosaurier-Skulptur von Sui

## Ausstellungen
- 1995: From the Middle Kingdom – Chinese Avant-garde Art Since 1979, Centre d’Art Santa Monica, Barcelona
- 1996: Reality, Present, and Future – Chinese Contemporary Art, Beijing International Art Museum, Peking
- 1998: Personal Touch – Chinese Contemporary Art, TEDA Contemporary Art Museum, Tianjin, China
- 2000: Sharing Exoticisms – Contemporary Art Lyon Biennale, Lyon
- 2002: Made in China, Wilhelm Lehmbruck Museum, Duisburg
- 2004: Light As Fuck, National Museum of Contemporary Art, Oslo
- 2005: Sui Jianguo: The Sleep of Reason, Asian Art Museum, San Francisco
- 2008: Half – life of a Dream – Contemporary Chinese Art, SFMOMA, San Francisco
- 2009: Motion/Tension : New Work by SuiJianguo, Today Art Museum, Peking
- 2011: Blickachsen 8, Bad Homburg
- 2011: The Hague Under Heaven – Suijianguo Sculpture, Museum Beelden aan Zee, Den Haag